# Pomična mjerka
Pomična mjerka, pomično mjerilo ili kljunasto mjerilo (razgovorno šubler, prema njem. Schublehre) je ručni mjerni instrument za mjerenje duljine s pomičnim krakom, prikladno za mjerenje promjera okruglih predmeta (vanjskih i unutarnjih promjera), otvora i provrta te širine utorâ. Njegovu osnovu čini mjerna letva s kljunom i s ugraviranom milimetarskom skalom (gornja skala je često u inčima) te klizač s kljunom koji klizi po letvi, šiljaka za mjerenje unutarnjih dimenzija, te izbočenja za mjerenje dubine. Zračnost između letve i klizača regulirana je oprugom, čime se osigurava stroga paralelnost njihovih mjernih površina. Radi preciznijeg očitavanja mjera, pomična mjerka ima i kočni mehanizam (obično se radi o vijku kojim se klizač pričvrsti za štap). Na klizaču je također ugravirana mjerna skala (nonius), kojom se omogućava očitavanje duljine s točnošću od 1/10 mm, 1/20 mm ili 1/50 mm. Kljunasta mjerila izrađuju se za mjerna područja od 150 do 2 000 milimetara. Osim izvedbi s noniusom, postoje pomična mjerila s mjernim satom i zubnom letvom te digitalna pomična mjerila, u kojima se pomak klizača pretvara u elektronski signal i očitava na zaslonu.
Izrađuje se od čelika, plastike kao i od drveta za mjerenja predmeta većih dimenzija (na primjer šumari koriste za mjerenje promjera stabala).

## Povijest
Točnost do na dio milimetra postignuta je uporabom noniusa, posebne skale koju je još davne 1542. osmislio Portugalac Pedro Nunes (lat. Nonius), koji je svoju skalu primijenio na astrolab. Do kraja je nonius skalu usavršio Francuz Pierre Vernier 1631. (zato se nonius ponekad naziva i vernierom).

## Konstrukcija
Skala mehaničkog noniusa je podijeljena obično na deset jednakih dijelova i pomicanjem klizača u krajnje lijevi položaj poklapaju se nulta oznaka na milimetarskoj i skali noniusa. Duljina skale noniusa je za točno 1 milimetar kraća od određene duljine milimetarske skale. Pomicanjem noniusa desetinku milimetra udesno poklopit će se oznaka 1 noniusa s crticom koja označava 5 mm na milimetarskoj skali. Prema tome, oznaka 1 noniusa je pomaknuta 0,1 mm od oznake za 5 mm na milimetarskoj skali, oznaka 2 noniusa 0,2 mm od oznake za 10 mm na milimetarskoj skali, i tako dalje. Pomakom klizača n/10 milimetra udesno, n-ta će se podjela noniusa poklopiti s jednom od podjela na milimetarskoj skali. Ako želimo dobiti mjerilo preciznosti bolje od desetinke milimetra, skala noniusa se podijeli na više dijelova. 
Pomične mjerke izrađuju se u točnosti:
- 0,1 mm – dužina noniusa je 9 mm s 10 crtica
- 0,05 mm – dužina noniusa je 19 mm s 20 crtica
- 0,02 mm – dužina noniusa je 49 mm s 50 crtica

Osim mehaničke pomične mjerke, danas se izrađuju pomične mjerke s mjernom urom i pomične mjerke s digitalnim pokazivačem mjere. 
Kada s pomičnom mjerkom mjerimo unutarnju mjeru (npr. unutrašnji promjer cijevi), na očitanu mjeru treba dodati + 10 mm! To je zato što debljina šiljaka za mjerenje unutarnjih dimenzija iznosi 10 mm.
Jedna od posebnih konstrukcija pomične mjerke je dubinomjer. Njega koristimo za mjerenje dubine, a postoji i posebna izvedba za mjerenje dubine utora za pero i klin.

## Vanjske poveznice
|  | Zajednički poslužitelj ima još gradiva o temi Pomično mjerilo |